# 38671 Verdaguer
38671 Verdaguer è un asteroide della fascia principale. Scoperto nel 2000, presenta un'orbita caratterizzata da un semiasse maggiore pari a 2,4445551 UA e da un'eccentricità di 0,1795745, inclinata di 2,72043° rispetto all'eclittica.
Il nome è un omaggio a Jacint Verdaguer (1845-1902), poeta in lingua catalana.